# Alex Brask Thomsen
Alex Brask Thomsen (17. september 1919 i København – 8. januar 2005 i Bassins, Schweiz) var en dansk finansmand og milliardær.
Alex Brask Thomsen voksede op på Nørrebrogade i København og tog realeksamen fra Efterslægtselskabets Skole i 1936 og blev derefter uddannet farvehandler. Han tog en HA-uddannelse og gik ind i kemikaliebranchen, først i Sadolin & Holmblad, senere i Frankrig og England. Hjemvendt til København etablerede han i 1947 egen virksomhed fra sin lejlighed i Lundtoftegade på Nørrebro.
Han blev imidlertid særligt kendt for sin bankvirksomhed i Danmark, først med Kreditbanken, som han etablerede i 1955 og solgte året efter til Poul Glindemann. Banken krakkede i 1957. I 1958 stiftede han Finansbanken, som han drev frem til 1980, hvor den blev solgt til Jyske Bank for et trecifret millionbeløb.

## Finansbanken
I 1958 stiftede han Finansbanken, som han drev frem til 1980, hvor den blev solgt til Jyske Bank for et trecifret millionbeløb. Alex Brask Thomsen og Finansbanken ydede lån til reklameradioen Radio Mercur (1958-1962), og han var medvirkende ved oprettelsen af den konkurrerende reklameradio DCR/Danmarks Commercielle Radio. Efter lukningen af Radio Mercur blev Alex Brask Thomsen frikendt for at have medansvar for ulovlige udsendelser fra Radio Mercur i august 1962.
Finansbanken bestod ved salget af 47 filialer over hele landet og var blandt de største banker i Danmark. Banken havde desuden flere datterselskaber i udlandet, bl.a. Finanz- und Investmentbank i Zürich, Schweiz. Finansbanken blev især kendt for at tilbyde en høj rente på indlån, hvilket blev intensivt markedsført, men havde tilsvarende en høj rente på udlån. Banken var stærkt specialiseret og gjorde især pantebreve til sin niche. Desuden hentede den mange udenlandske kunder gennem annoncering i udenlandske medier; en satsning, der særlig bar frugt efter at Prins Peter af Grækenland i 1966 blev æresformand for at kunne skabe bedre internationale kontakter. I 1972 tegnede udenlandske kunder sig for 54 procent af bankens indlån.
Bankens metoder var omdiskuterede i finansielle kredse, og i en lang periode stod banken uden for lokale og nationale banksammenslutninger. Banktilsynet var heller ikke en velset gæst i banken. Alex Brask Thomsen blev flere gange beskyldt for medvirken til økonomisk kriminalitet og blandt andet undersøgt af Bagmandspolitiet, som i en såkaldt bagmandsrapport i 1973 udpegede ham som bagmand for økonomisk kriminalitet, dog uden at kunne påvise overtrædelser af gældende lovgivning. Rapporten ramte banken hårdt moralsk, men det gik ikke ud over forretningen. Året forinden var det mislykkedes at overtage Amagerbanken, men tidligere havde Brask Thomsen held med at overtage tekstilvirksomheden Henriques & Løvengreen, ligesom han også var økonomisk involveret i Radio Mercur.

## Andre aktiviteter
Han købte via sin svigersøn i 1984 Overgård Gods ved Mariager Fjord, der fortsat er i familiens eje og vakte i 1992 stor opsigt, da han tilbød Københavns Kommune 250 mio. kr. til gengæld for at omdøbe Nørrebrogade til Alex Brask Thomsens Gade. Københavns Kommune afviste tilbuddet, men tilbød, at han kunne sponsorere en idræts- eller kulturbygning. Det var Alex Brask Thomsen imidlertid ikke interesseret i. Senere foreslog han Københavns Hovedbibliotek opkaldt efter sig mod en pengegave, men atter afslog kommunen ideen. Han forsøgte også at købe Tivoli, men hans bud på 250 mio. lå væsentligt under selskabets aktieværdi på 870 mio. kr.
Ved sin død blev han anslået at være god for en formue på ca. 10 mia. kr. Gennem store dele af sit liv levede han i skattely i udlandet, først i Montreux, Schweiz og senere i fyrstedømmet Monaco.
Han er begravet på Bispebjerg Kirkegård.